# Sportler des Jahres 1954 (Deutschland)
Die besten deutschen Sportler des Jahres 1954 wurden am 12. Dezember im Karlsruher Hotel Kaiserhof durch Kurt Dobbratz ausgezeichnet. Veranstaltet wurde die Wahl zum 8. Mal von der Internationalen Sport-Korrespondenz (ISK). Insgesamt gaben 324 Sportreporter und -redakteure ihre Stimmen ab, was ein neuer Höchststand der Stimmenzahl darstellte. Eine getrennte Wertung von Sportlerinnen und Sportlern gab es nicht, die beste Frau in der Wertung, Ursula Happe, wurde „Sportlerin des Jahres“. 

## Rangliste
|     | Sportler/Sportlerin                       | Sportart       | Punkte | Erfolge 1954                                                                            |
| --- | ----------------------------------------- | -------------- | ------ | --------------------------------------------------------------------------------------- |
| 1.  | Heinz Fütterer                            | Leichtathletik | 3124   | Mit 10,2 s Weltrekord im 100-Meter-Lauf sowie mit 20,8 s Europarekord im 200-Meter-Lauf |
| 2.  | Fritz Walter                              | Fußball        | 2316   | Kapitän der Weltmeistermannschaft                                                       |
| 3.  | Hans Günter Winkler                       | Reitsport      | 2020   | Weltmeister im Springreiten                                                             |
| 4.  | Werner Haas                               | Motorsport     | 1407   | Weltmeister der 250-cm³-Klasse                                                          |
| 5.  | Ursula Happe                              | Schwimmsport   | 0917   | Europameisterin über 200 Meter Brust und Bronzemedaille über 100 Meter Schmetterling    |
| 6.  | Gundi Busch                               | Eiskunstlauf   | 0725   | Welt- und Europameisterin                                                               |
| 7.  | Heinz Neuhaus                             | Boxen          | 0533   | Europameister im Schwergewicht durch K.-o.-Sieg in der 3. Runde                         |
| 8.  | Motorradgespann Wilhelm Noll / Fritz Cron | Motorsport     | 0513   | Weltmeister der Gespann-Klasse                                                          |
| 9.  | Fritz Thiedemann                          | Reitsport      | 0499   | Sieger des Deutschen Spring-Derby                                                       |
| 10. | Sepp Herberger                            | Fußball        | 0463   | Bundestrainer der Fußballnationalmannschaft, Weltmeister („Wunder von Bern“)            |